# Jan Bulis
Jan Bulis (* 18. März 1978 in Pardubice, Tschechoslowakei) ist ein ehemaliger tschechischer Eishockeyspieler. In der National Hockey League absolvierte er insgesamt 587 Spiele für die Washington Capitals, Montréal Canadiens und die Vancouver Canucks. Darüber hinaus spielte er für Atlant Mytischtschi  und den HK Traktor Tscheljabinsk in der Kontinentalen Hockey-Liga.

## Karriere
Jan Bulis begann seine Karriere als Eishockeyspieler in der Jugend des tschechischen Erstligisten HC Pardubice, in der er bis 1994 aktiv war. Anschließend spielte er ein Jahr lang für die Kelowna Spartans in der British Columbia Hockey League, ehe der Angreifer von 1995 bis 1997 für die Barrie Colts in der kanadischen Top-Juniorenliga Ontario Hockey League auf dem Eis stand, die ihn beim CHL Import Draft 1995 als insgesamt zweiten Spieler gezogen hatten. 1997 wurde er in das Third All-Star-Team der Liga gewählt. In dieser Zeit wurde er im NHL Entry Draft 1996 in der zweiten Runde als insgesamt 43. Spieler von den Washington Capitals ausgewählt, für die er in der Saison 1997/98 sein Debüt in der National Hockey League gab. In seinem Rookiejahr erzielte der Linksschütze in 48 Spielen insgesamt 16 Scorerpunkte, darunter fünf Tore. In seinen insgesamt vier Jahren im Franchise der Washington Capitals spielte der Tscheche zudem für das OHL-Team Kingston Frontenacs und Washingtons Farmteams, die Cincinnati Cyclones aus der International Hockey League sowie die Portland Pirates aus der American Hockey League.
Im März 2001 wurde Bulis zu den Montréal Canadiens transferiert, für die er die folgenden fünf Spielzeiten lang in der NHL aktiv war. Einzig während des Lockouts in der NHL-Saison 2004/05 spielte er in seiner tschechischen Heimat beim HC Pardubice aus der Extraliga. Mit der Mannschaft, in deren Nachwuchs er Eishockey spielen gelernt hatte, wurde der Center Tschechischer Meister. Nachdem er in der Saison 2006/07 für die Vancouver Canucks in der NHL gespielt hatte, wechselte Bulis anschließend zurück nach Europa, wo er bis 2011 für Atlant Mytischtschi, zunächst in der russischen Superliga und ab der Saison 2008/09 in der neu gegründeten Kontinentalen Hockey-Liga spielte.
Im Sommer 2011 wechselte er innerhalb der KHL zum HK Traktor Tscheljabinsk und stand dort bis zum Ende der Saison 2014/15 unter Vertrag. Anschließend kehrte er aus familiären Gründen nach Tschechien zurück, blieb aber ohne Vertrag. Das Ende seiner sportlichen Karriere gab er im Mai 2016 offiziell bekannt.

### International
Für Tschechien nahm Bulis an der Weltmeisterschaft 2006 sowie den Olympischen Winterspielen 2006 in Turin teil.

## Erfolge und Auszeichnungen
- 1997 Third All-Star-Team der Ontario Hockey League
- 2005 Tschechischer Meister mit dem HC Pardubice
- 2006 Bronzemedaille bei den Olympischen Winterspielen
- 2006 Silbermedaille bei der Weltmeisterschaft

## Karrierestatistik
(Legende zur Spielerstatistik: Sp oder GP = absolvierte Spiele; T oder G = erzielte Tore; V oder A = erzielte Assists; Pkt oder Pts = erzielte Scorerpunkte; SM oder PIM = erhaltene Strafminuten; +/− = Plus/Minus-Bilanz; PP = erzielte Überzahltore; SH = erzielte Unterzahltore; GW = erzielte Siegtore; 1 Play-downs/Relegation; Kursiv: Statistik nicht vollständig)